# Wehrmachtbericht
Wehrmachtbericht (něm. „zpráva ozbrojených sil“) byla denní rozhlasová zpráva vytvářená Vrchním velením Wehrmachtu, týkající se vojenské situace na všech frontách druhé světové války. Vysílal ji Großdeutscher Rundfunk.
První zpráva byla vytvořena dne 1. září roku 1939 a poslední 9. května roku 1945.